# Neoempheria transvaalensis
Neoempheria transvaalensis är en tvåvingeart som beskrevs av Vaisanen 1994. Neoempheria transvaalensis ingår i släktet Neoempheria och familjen svampmyggor. Inga underarter finns listade i Catalogue of Life.